# Hotel The Westin Warsaw

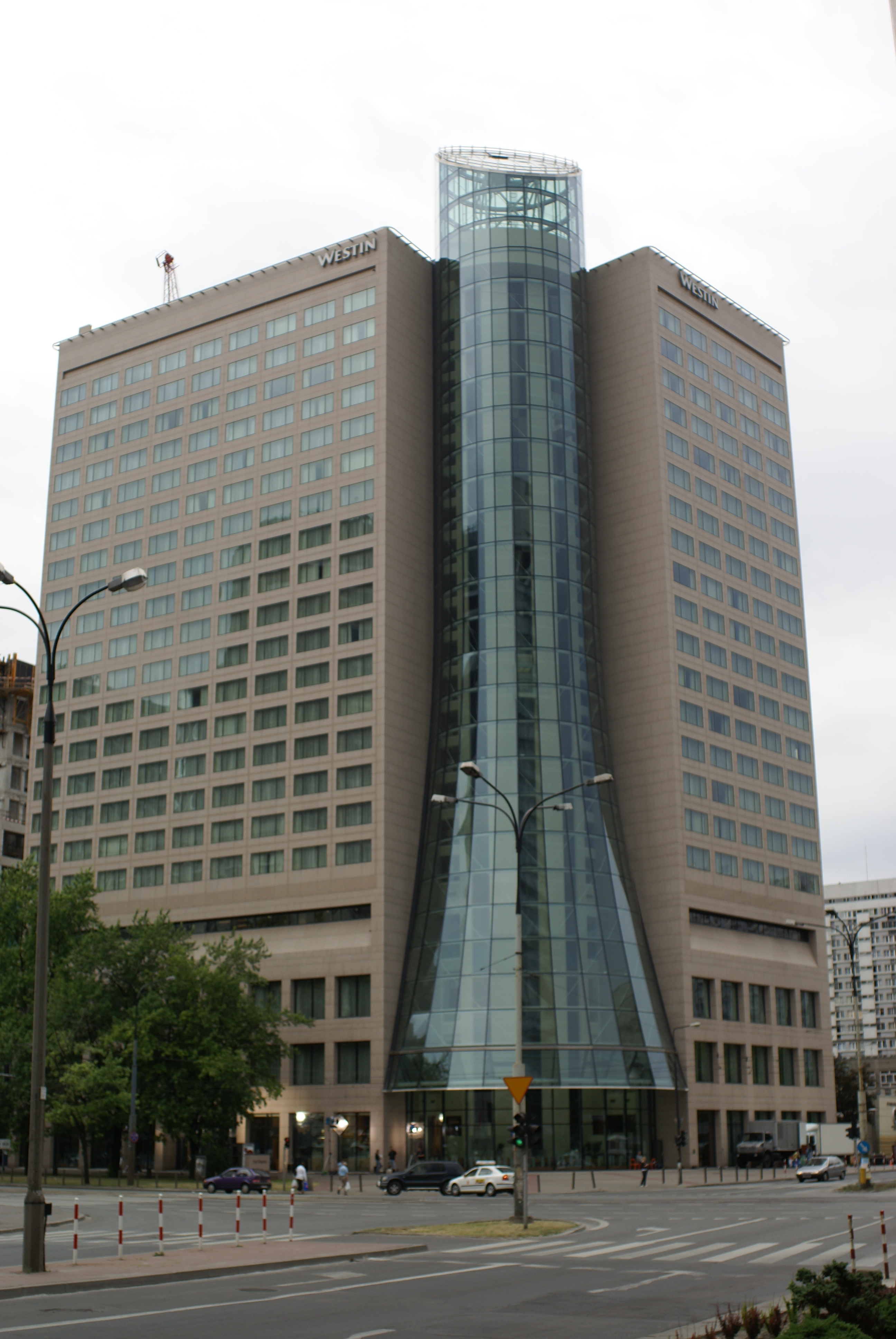
Der markante gläserne Fahrstuhlturm an der Frontseite des Hotels

Das Hotel The Westin Warsaw liegt am Rande des Warschauer Finanzdistrikts im Stadtteil Wola. Mit seiner der Kreuzung zugewandten gläsernen Panorama-Aufzugsröhre, in der sechs Gäste- und Service-Fahrstühle von ThyssenKrupp verkehren, gehört es zu den auffälligsten Neubauten an der Hauptverkehrsader Aleja Jana Pawła II. Mit einer Höhe von 94 Metern rangiert es derzeit auf Platz 22 der höchsten Gebäude Warschaus.

## Geschichte
Das Hotel mit der Adresse Aleja Jana Pawła II w Warszawie 21 ist Teil des seit den 1990er Jahren errichteten Atrium-Komplexes, der sich – beginnend an der Ulica Elektoralna – entlang der Westseite der Jana Pawła II erstreckt. Das Westin-Hotel wurde vom Juli 2001 bis zum Juni 2003 nach einem Entwurf der Architektenbüros John Portman & Associates aus Atlanta und Biuro Projektów Kazimierski & Ryba aus Warschau gebaut. Als Investor trat die Hotel Atrium Sp. z o.o. auf, deren Gesellschafter auch die Stadt Warschau war, die das Baugrundstück als Einlage einbrachte. Generalbauunternehmer war die Firma Skanska. Der Bau wurde von per Vertragsabschluss im Mai 2001 von der Europäischen Bank für Wiederaufbau und Entwicklung (EBRD) and Caisse des Dépôts et Consignations (CDC) aus Paris finanziert.
Das Objekt liegt an der Südwestseite der Kreuzung Jana Pawła II und Ulica Grzybowska und verfügt bei einer Höhe von 94 Metern über 22 oberirdische Stockwerke. Schräg gegenüber befindet sich der etwas höhere PZU Tower. Die Eröffnung des etwa 79,5 Millionen Euro teuren Hotels fand im September 2003 statt.
Das Hotel besteht aus zwei rechtwinklig zueinanderstehenden Flügeln, die entlang der beiden Straßen verlaufen. Die drei gläsernen Gästeaufzüge, die in einer ebenfalls gläsernen und das Hotel um einige Meter überragenden Röhre an der nordöstlichen Hotelspitze verkehren, fahren mit einer Geschwindigkeit von 3,5 Metern/Sekunde. Das Hotel verfügt über 366 Zimmer, deren Ausgestaltung an den Stil der 1960er Jahre im Westen erinnert. Die Fassade des Hotels ist mit Granitplatten verkleidet. Das Hotel verfügt neben zehn kombinierbaren Konferenzräumen über die Bar „JP’s“ und das Restaurant „Fusion“. Eine Übernachtung in der Präsidentensuite im 20. Stockwerk des Hotels kostet rund 1.700 Euro. Das Westin wird von der Starwood-Gruppe betrieben, die in Warschau ebenfalls die 5-Sterne-Hotels Sheraton und Bristol unterhält.